# Fifa Online
Fifa Online är ett datorspel utvecklat av Electronic Arts som släpptes den 26 maj 2010. Spelet är i grunden ett fotbollsspel men med ett MMOG-element som låter användarna spela mot varandra över Internet och delta i turneringar.
Spelet stängdes ned den 25 mars 2011 och det är oklart om det kommer tillbaka.